# Phạm Viết Muôn
Phạm Viết Muôn  (sinh ngày 20 tháng 12 năm 1954 tại Tứ Kỳ, Hải Dương) là tiến sĩ kinh tế người Việt Nam. Ông từng giữ chức Phó Chủ nhiệm Văn phòng Chính phủ nước Cộng hòa Xã hội Chủ nghĩa Việt Nam, Phó Trưởng ban thường trực Ban chỉ đạo đổi mới và phát triển doanh nghiệp trung ương.

## Khen thưởng - kỷ luật
- Tại Quyết định 1052/QĐ-TTg ký ngày 21 tháng 08 năm 2019, Thủ tướng Chính phủ Nguyễn Xuân Phúc đã quyết định thi hành kỷ luật bằng hình thức Cảnh cáo đối với ông Phạm Viết Muôn, nguyên Phó Chủ nhiệm Văn phòng Chính phủ, do đã có vi phạm, khuyết điểm nghiêm trọng trong thời gian giữ chức vụ Phó Chủ nhiệm Văn phòng Chính phủ và Ủy ban Kiểm tra Trung ương đã thi hành kỷ luật tại Quyết định số 1214-QĐ/UBKTTW ký ngày 11 tháng 7 năm 2019[5][6]. Theo kết luận của Ủy ban Kiểm tra Trung ương, ông Phạm Viết Muôn đã có vi phạm, khuyết điểm trong việc tham mưu cho lãnh đạo Chính phủ về chủ trương thực hiện cổ phần hóa, thoái vốn nhà nước tại một số doanh nghiệp thuộc Bộ Giao thông Vận tải.